# Guillermo Díaz

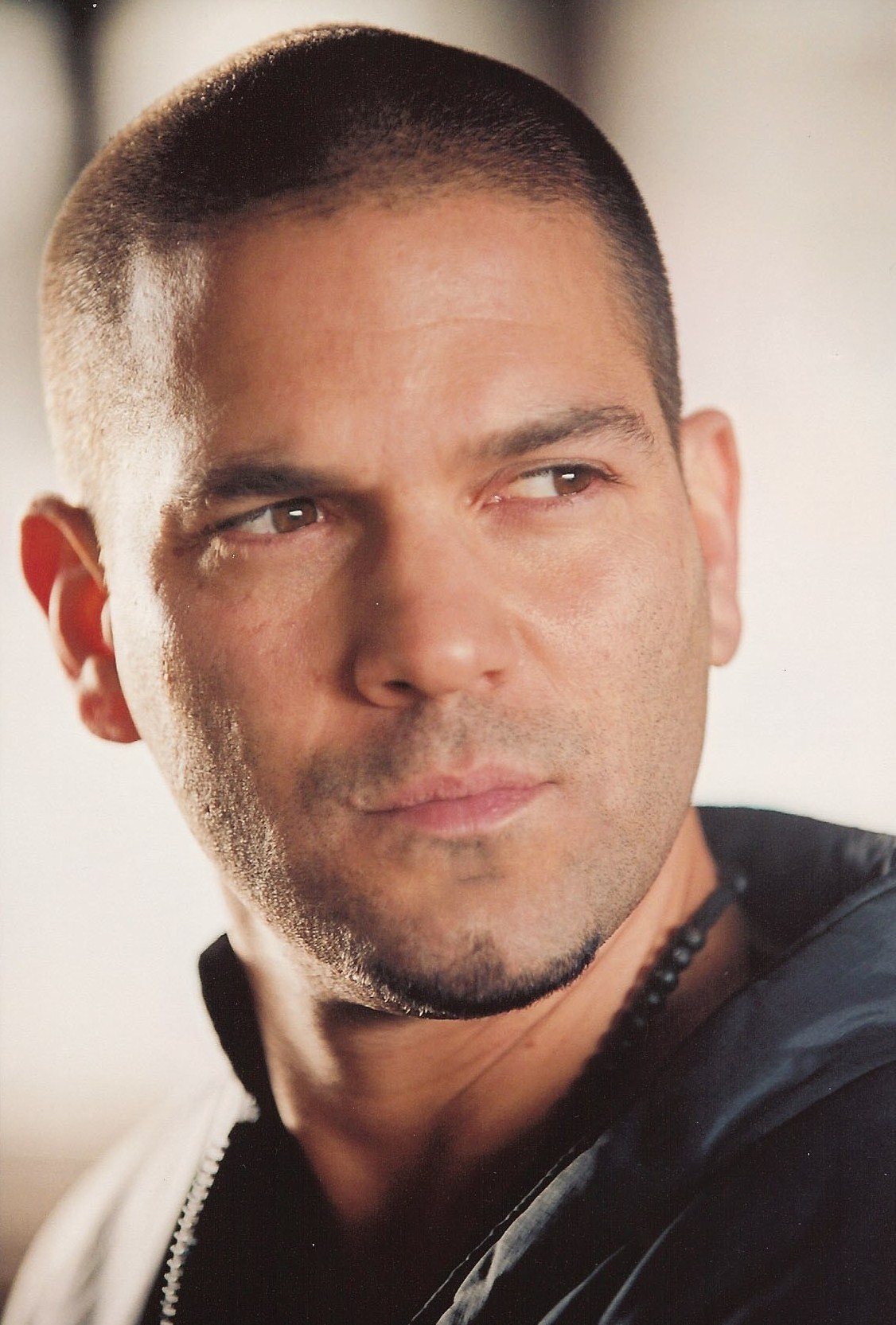
Guillermo Díaz

Guillermo Díaz (New Jersey, 22 maart 1975) is een Amerikaans acteur.

## Biografie
Díaz is een zoon van ouders die geboren zijn in Cuba. 
Díaz begon in 1994 met acteren in de film Fresh. Hierna heeft hij nog meerdere rollen gespeeld in films en televisieseries zoals Freeway (1996), Nowhere (1997), In Too Deep (1999), The Terminal (2004), Chappelle's Show (2003-2006) en Weeds (2007-2010). Voor zijn rol in de televisieserie Weeds werd hij in 2009 samen met de cast genomineerd voor een Screen Actors Guild Award.
Díaz heeft ook meegespeeld in de videoclip van Britney Spears met het nummer I Wanna Go.

## Filmografie

### Films
Uitgezonderd korte films.
- 2023 Masha and the Bear: Twice the Fun - als stem
- 2023 You Can't Stay Here - als Rick
- 2022 Bros - als Edgar
- 2021 The Normal Heart - als Ben Weeks
- 2020 The Man with the Golden Gun - als Scaramanga (stem)
- 2019 All the Little Things We Kill - als Bill
- 2018 Warning Shot - als Rainy
- 2017 The Dating Game Killer - als Rodney Alcala
- 2013 Bilet na Vegas - als rechercheur Garsia
- 2012 2nd Serve - als Carlos
- 2012 Students Like Us – als oudere Mike
- 2011 Without Men – als Campo Elias
- 2010 Peep World – als Jesus
- 2010 Exquisite Corpse – als Henry
- 2010 Cop Out – als Poh Boy
- 2009 Across the Hall – als de kok
- 2009 The Butcher – als Owen Geiger
- 2008 Evilution – als Killah-B
- 2008 The Candy Shop – als Halo
- 2006 Down the P.C.H. – als Doc
- 2006 Harvest – als Eugene Pitkin
- 2006 The Virgin of Juarez – als Felix
- 2006 13 Graves – als Manny Rodriguez
- 2005 My Suicidal Sweetheart – als Hector
- 2005 Shooting Vegetarians – als Neil
- 2005 Dirty Love – als Tom Houdini
- 2004 The Terminal – als Bobby Alima
- 2004 Tony 'n' Tina's Wedding – als Raphael
- 2003 Wasabi Tuna – als Romeo
- 2003 Undefeated – als Mommy
- 2003 Undermind – als Ray
- 2002 West of Here – als Thomas
- 2002 Fidel – als Universo Sanchez
- 2002 A Log Story – als Niko Gorgina
- 2001 Chelsea Walls – als Kid
- 2000 Boys Life 3 – als Victor
- 1999 Just One Time – als Victor
- 1999 In Too Deep – als Miguel Batsita
- 1999 200 Cigarettes – als Dave
- 1998 The Effects of Magic – als Winston
- 1998 Half Baked – als Scarface
- 1997 Gold Coast – als Barry
- 1997 I Think I Do – als Eric
- 1997 Nowhere – als cowboy
- 1996 I'm Not Rappaport – als J.C.
- 1996 High School High – als Paco Rodriquez
- 1996 Girls Town – als Dylan
- 1996 Freeway – als Flacco
- 1995 Stonewall – als La Miranda
- 1995 Party Girl – als Leo
- 1994 Fresh – als Spike

### Televisieseries
Uitgezonderd eenmalige gastrollen.
- 2021 - 2022 Law & Order: Organized Crime - als brigadier Bill Brewster - 13 afl.
- 2020 United We Fall - als Chuy - 8 afl.
- 2019 Broad City - als Johnny - 2 afl.
- 2012 - 2018 Scandal – als Huck - 124 afl.
- 2017 Scandal: Gladiator Wanted - als Huck - 3 afl.
- 2007 – 2012 Weeds – als Guillermo – 26 afl.
- 2011 Love Bites – als Luis – 3 afl.
- 2010 – 2011 No Ordinary Family – als detective Frank Cordero – 6 afl.
- 2009 – 2011 Poor Paul – als Aaron – 4 afl.
- 2009 – 2010 Mercy – als verpleger Angel Garcia – 22 afl.
- 2007 Cane – als Petey – 3 afl.
- 2003 – 2004 Chappelle's Show – als Scarface – 2 afl.

### Computerspel
- 2002 Soldier of Fortune II: Double Helix – als Domingo Sanchez

- Biblioteca Nacional de España: XX4826824
- Bibliothèque nationale de France: cb14171781b (data)
- Gemeinsame Normdatei: 1141329425
- International Standard Name Identifier: 0000 0001 2127 1721
- Library of Congress Control Number: no2007082618
- Nationale Bibliotheek van Israël: 987007434443405171
- Nederlandse Thesaurus van Auteursnamen: 422562548
- Virtual International Authority File: 34239632
- WorldCat: E39PBJfGX3dG7J3mTxJFH9F3Qq